# Normandia
Pour l’article homonyme, voir Normandia pour le taxon botanique.
Normandia est un municipio de l'État du Roraima au Brésil, il est situé à l'extrême Nord de ce pays à proximité immédiate de la frontière entre le Brésil et le Guyana dont il n'est séparé que par un cours d'eau, le rio Maú. C'est le municipio le moins peuplé du Roraima.

## Histoire
Le nom de cette localité est un hommage à la bataille de Normandie adopté par Maurice Habert un compagnon du légendaire Papillon échappé du bagne de Guyane et s'étant établi dans la région dans les années 1930 ou 40. 

En 1982 une loi fédérale fit de cette localité un municipio.

## Population
La population est essentiellement composée d'amérindiens Macuxi ; ils constituent 93 % de la population rurale du municipio.

## Transports
Normandia est reliée à Boa Vista distante de 185 km par la rodovia BR-401 via Bomfin.

## Économie
L'économie repose essentiellement sur l'élevage extensif de bovins dans la savane qui constitue l'essentiel de la végétation, le tourisme et la prospection minière.